# Francis Pélissier
Francis Pélissier (Parijs, 13 juni 1894 – Mantes-la-Jolie, 22 februari 1959) was een Frans wielrenner.

## Biografie
Pélissier was profwielrenner van 1919 tot 1932. Hij stamde uit een wielerfamilie en was de middelste van de broers Henri en Charles Pélissier.
Hij won een aantal wielerklassiekers zoals Parijs-Tours, Bordeaux-Parijs en de Grand Prix Wolber. Hij werd tevens drie keer Frans nationaal kampioen op de weg (1921, 1923 en 1924) en won twee etappes in de Ronde van Frankrijk.
Zijn bijnaam in het peloton was Le Grand (De Grote) vanwege zijn grote gestalte. Een andere bijnaam was Le Sorcier de Bordeaux-Paris  (De tovenaar van Bordeaux-Parijs).
Na zijn wielercarrière was Pélissier gedurende dertig jaar sportdirecteur en begeleidde hij onder andere Jacques Anquetil in de jaren 1953 tot 1955 bij zijn profdebuut.

## Belangrijkste resultaten
1919
- Parijs-Dijon
- 2e in de 2e etappe Ronde van Frankrijk
- 3e etappe Ronde van Frankrijk
- 3e in Parijs-Brussel
- Eindklassement Tour du Sud-Est
- Parijs-Nancy

1921
- Turijn-Florence-Rome
- GP de Provence
- Parijs-Tours

1921
- Frans kampioen op de weg, Elite
- 2e in Parijs-Roubaix
- Parijs-Tours

1922
- Parijs-Montceau-les-Mines
- 3e in de Ronde van Vlaanderen
- Bordeaux-Parijs
- 2e in Parijs-Nancy

1923
- Frans kampioen op de weg, Elite
- 2e in de 3e etappe Ronde van Frankrijk
- 2e in de 11e etappe Ronde van Frankrijk
- 2e in Bordeaux-Parijs

1924
- Frans kampioen op de weg, Elite
- Bordeaux-Parijs
- 1e etappe Ronde van Baskenland
- Eindklassement Ronde van Baskenland

1925
- 2e bij het Nationaal Kampioenschap op de weg, elite

1926
- GP Wolber
- Criterium der Azen
- Internationaal Veldritcriterium
- 2e bij het Nationaal Kampioenschap op de weg, elite
- 2e bij het Nationaal Kampioenschap op de weg, ind. tijdrit, elite

1927
- 2e in het Criterium der Azen
- 1e etappe Ronde van Frankrijk
- 2e in de 5e etappe Ronde van Frankrijk

1930
- 2e in Bordeaux-Parijs

1931
- 2e bij het Nationaal Kampioenschap op de weg, elite

## Resultaten in voornaamste wedstrijden
| Jaar | Ronde van Italië | Ronde van Frankrijk | Ronde van Spanje |
| ---- | ---------------- | ------------------- | ---------------- |
| 1919 |                  | opgave (1)          |                  |
| 1920 |                  | opgave              |                  |
| 1921 |                  |                     |                  |
| 1922 |                  |                     |                  |
| 1923 |                  | 23e                 |                  |
| 1924 |                  | opgave              |                  |
| 1925 |                  | opgave              |                  |
| 1926 |                  |                     |                  |
| 1927 |                  | opgave (1)          |                  |
| 1931 |                  |                     |                  |

| Jaar | Milaan-San Remo | Ronde van Vlaanderen | Parijs-Roubaix | Ronde van Lombardije | Parijs-Tours | Parijs-Brussel |
| ---- | --------------- | -------------------- | -------------- | -------------------- | ------------ | -------------- |
| 1919 |                 |                      | 6e             |                      |              | Brons          |
| 1920 | 7e              |                      |                |                      |              |                |
| 1921 |                 |                      | ↑              | 11e                  | ↑            |                |
| 1922 |                 | ↑                    |                |                      | 18e          |                |
| 1923 |                 |                      | 7e             |                      | 5e           |                |
| 1924 |                 |                      |                |                      | 7e           |                |
| 1925 |                 |                      | 7e             |                      |              |                |
| 1926 |                 |                      |                |                      | 20e          |                |
| 1927 |                 |                      | 71e            |                      |              |                |
| 1931 |                 |                      |                |                      | 10e          |                |